# Android Ice Cream Sandwich
Android Ice Cream Sandwich (versione 4.0) è una versione del sistema operativo Android per dispositivi mobili sviluppata da Google. Presentata il 19 ottobre 2011, Android 4.0 sviluppa i cambiamenti introdotti dalla versione 3.0 "Honeycomb" per soli tablet computer, nello sforzo di creare una piattaforma unificata sia per tablet computer che per smartphone, semplificando e modernizzando nel contempo l'esperienza d'uso complessiva di Android attorno ad un nuovo set di Human Interface Guidelines.
Come parte di questi sforzi, Android 4.0 introduce una nuova interfaccia utente chiamata "Holo", basata su un design minimale e più pulito, e un nuovo font di sistema, "Roboto". Android 4.0 presenta anche altre caratteristiche innovative, tra cui una schermata iniziale rinfrescata, supporto alla tecnologia Near Field Communication (NFC) con la possibilità di trasmettere attraverso di essa contenuti ad un altro utente, un Browser web aggiornato, un nuovo gestore dei contatti con l'integrazione dei social network, la possibilità di accedere alla fotocamera e controllare la riproduzione musicale in corso direttamente dallo schermo bloccato, supporto alle e-mail vocali, Riconoscimento facciale ("Face Unlock") per lo sblocco del dispositivo, e infine la capacità di monitorare e limitare opportunamente l'utilizzo dei dati mobili.
Android 4.0 ha ricevuto recensioni positive dalla critica, che ha apprezzato l'interfaccia grafica rinnovata e più pulita, in confronto alle precedenti release del sistema operativo, insieme alle sue migliorate prestazioni e funzionalità.

Comunque alcuni critici hanno rilevato che certe applicazioni integrate del sistema operativo sono ancora carenti in qualità e funzionalità rispetto ai software equivalenti di terze parti, e hanno fatto notare come alcune nuove caratteristiche, in particolare la funzione "Face Unlock" siano ormai diventate quasi delle trovate pubblicitarie.
A maggio 2019, le statistiche pubblicate da Google indicano che lo 0,3% di tutti i dispositivi Android che accedono a Google Play eseguono Ice Cream Sandwich.

## Versioni e dispositivi
Il Galaxy Nexus è stato il primo dispositivo ad essere commercializzato con Ice Cream Sandwich.
Il 16 dicembre 2011 viene realizzata la versione 4.0.3, che fornisce correzioni ad alcuni bug, nuove API per la gestione delle applicazioni social, ed altri miglioramenti interni. Lo stesso giorno Google inizia la fase di collaudo del sistema operativo sul predecessore del Galaxy Nexus, il Nexus S; già 4 giorni dopo, il 20 dicembre, questo collaudo è stato però sospeso, in modo che la società potesse monitorare le impressioni degli utenti relativamente all'aggiornamento.
Il 29 marzo 2012 è stata realizzata la versione 4.0.4, che promette miglioramenti alle prestazioni della fotocamera e alla velocità di rotazione dello schermo.
Nel marzo 2015 il team di sviluppo di Google Chrome ha annunciato che in futuro non avrebbe più supportato questo Browser web per Ice Cream Sandwich, e che in particolare la versione 42, disponibile dall'Aprile 2015, sarebbe stata l'ultima ad essere compatibile con questo sistema operativo.

## Caratteristiche

### Interfaccia grafica
L'interfaccia utente di Android 4.0 rappresenta un'evoluzione del design introdotto da Honeycomb, anche se l'estetica "futuristica" di questo sistema operativo è stata ridimensionata a favore di un tocco più uniforme e pulito, con l'accento sul blu neon, sui bordi definiti e sull'ombreggiatura, per dare la sensazione di profondità.

Ice Cream Sandwich introduce anche un nuovo carattere di sistema, "Roboto" che è stato progettato internamente da Google per sostituire la famiglia di font "Droid", e che risulta ottimizzato soprattutto per l'utilizzo sugli schermi ad alta risoluzione dei dispositivi mobili. Il nuovo stile grafico di Ice Cream Sandwich viene implementato tramite una raccolta di widget conosciuta come "Holo"; per essere sicuri che su tutti i dispositivi Android lo stile Holo non venga stravolto, anche se l'interfaccia grafica del sistema operativo è stata magari personalizzata altrove, ogni applicazione disponibile sul Google Play (precedentemente Android Market) deve essere compatibile con il tema Holo non modificato.
Analogamente a Honeycomb, i dispositivi possono riprodurre i pulsanti virtuali di navigazione "Indietro", "Home" e "Applicazioni Recenti" su una barra di sistema nella parte inferiore dello schermo, eliminando quindi la necessità degli equivalenti tasti fisici. Android 4.0 disapprova anche il pulsante "Menù" presente nelle precedenti versioni di Android, a favore di pulsanti virtuali per le varie azioni all'interno di apposite Barre degli strumenti, mentre le voci di menù che non si adattano a queste barre vengono riunite in altre barre supplementari, individuate da 3 puntini verticali; anche i pulsanti hardware "Ricerca" sono disapprovati, a favore di appositi pulsanti virtuali all'interno di queste barre degli strumenti.

Sui dispositivi senza il tasto hardware "Menù", viene rappresentato un temporaneo pulsante "Menù" sullo schermo nel caso in cui si eseguano vecchie applicazioni che sono ancora incompatibili con questo nuovo schema di navigazione.
Sui dispositivi provvisti di tasto hardware "Menù" gli eventuali pulsanti virtuali delle barre supplementari sono nascosti e le loro funzioni vengono mappate nel tasto hardware stesso.

### Esperienza d'uso
La schermata iniziale di Ice Cream Sandwich visualizza una barra di ricerca persistente di Google nella parte alta dello schermo e una Barra delle applicazioni nella parte inferiore, contenente al centro il pulsante del cassetto delle applicazioni, e ai lati 4 posizioni per i collegamenti delle applicazioni stesse. Trascinando l'icona di un'applicazione e passandola sopra un'altra, si possono creare facilmente le cartelle (folders).

Il cassetto delle applicazioni è suddiviso in 2 schede, una per le applicazioni e l'altra contenente i widget, che si possono posizionare a piacimento nelle varie pagine della schermata iniziale; questi widget possono essere essi stessi ridimensionati e presentare dei contenuti che si possono scorrere sul display.

Certe applicazioni di sistema (in particolare quelle preinstallate dai costruttori dei dispositivi) che non possono essere disinstallate, si possono però ora disabilitare, nascondendole dal cassetto delle applicazioni.

Android 4.0 aumenta utilizzo delle swipe gestures, cioè di azioni che vengono effettuate trascinando opportunamente sul display le icone: le notifiche e le applicazioni ad esempio possono essere rimosse dal menù delle notifiche e delle applicazioni recenti semplicemente trascinandole via, e un certo numero di applicazioni di sistema e di Google utilizza ora una nuova forma di schede, in cui gli utenti possono navigare attraverso differenti riquadri, toccando il loro nome su una striscia, oppure appunto trascinandole a destra e sinistra.
L'applicazione Telefono, aggiornata con il design Holo, permette adesso di mandare SMS preconfigurati come risposta alle chiamate in arrivo, e integra le e-mail vocali direttamente nel registro delle chiamate.
L'applicazione Browser web presenta versioni aggiornate di WebKit e V8, supporta la sincronizzazione con Google Chrome, introduce una modalità supplementare per caricare la versione desktop di un sito web, piuttosto che la versione ottimizzata per dispositivi mobili, e offre la possibilità della navigazione offline.

La sezione "Contatti" dell'applicazione Telefono è stata divisa nella nuova applicazione "People", che offre anche l'integrazione con i social networks, come Google+ per visualizzare post recenti e sincronizzare i contatti, e il profilo "Me" per l'utente del dispositivo.

L'applicazione per la Fotocamera è stata anch'essa riprogettata, con la riduzione del ritardo di scatto dell'otturatore (shutter lag), Riconoscimento facciale, nuova modalità Panorama, e la possibilità di catturare immagini fisse durante la registrazione dei video nella modalità Videocamera.

L'applicazione Galleria della fotocamera contiene anche degli strumenti basilari di editing delle immagini.

Lo schermo bloccato supporta la funzione "Face Unlock" di Riconoscimento facciale per lo sblocco, include un collegamento per lanciare direttamente l'applicazione Fotocamera e permette di utilizzare i controlli di riproduzione dei lettori musicali.

La Tastiera presenta algoritmi aggiornati per l'Autocompletamento, e altri miglioramenti sono stati apportati al software di input vocale, ora capace di riconoscere anche punteggiatura ed emoticons, consentendo così la dettatura continua ("Live Speech"). 

È stata anche aggiunta la possibilità di catturare gli Screenshot premendo contemporaneamente il tasto di accensione e di diminuzione del volume.
Per i dispositivi che supportano la tecnologia NFC Android 4.0 introduce anche "Android Beam", una funzione che consente agli utenti di condividere collegamenti a contenuti di applicazioni compatibili posizionando il retro del proprio dispositivo contro la parte posteriore di un altro apparecchio Android equipaggiato con NFC, e premendo sul display quando richiesto.

Android 4.0 presenta anche delle funzionalità per il monitoraggio e la gestione dell'utilizzo della banda di rete sulle connessioni mobili, con particolare attenzione per quelle che presentano limiti imposti dal provider; gli utenti possono visualizzare l'ammontare totale di dati che hanno scaricato dalla rete per un certo periodo di tempo, oppure visualizzare l'utilizzo dei dati da parte delle singole applicazioni. È possibile poi disabilitare il trasferimento dei dati in background completamente o per una certa applicazione quando viene superato un certo limite preimpostato dall'utente.

### Piattaforma
Android 4.0 eredita le piattaforme supportate da Honeycomb, a cui aggiunge il supporto per i sensori di umidità e temperatura ambientale, Bluetooth Healt Device Profile, NFC e Wi-Fi Direct;il sistema operativo migliora anche il supporto per periferiche di input come mouse e pennini ottici, e fornisce nuove API per Virtual Private Network. 

In campo multimediale Android 4.0 aggiunge anche il supporto per il formato Advanced Audio Coding (AAC), il formato contenitore Matroska per Vorbis e VP8, il formato WebP, il set di interfacce OpenMAX e HTTP Live Streaming 3.0.